# Irmina d'Oeren
Sainte Irmina d'Oeren ou Irmine d'Oeren (née à une date inconnue - morte entre 704 et 710), est en 697 la cofondatrice, avec saint Willibrord, et la bienfaitrice de l'abbaye d'Echternach. En 698, elle devient abbesse du monastère d'Oeren près de Trèves.
Elle est considérée comme l'épouse d'Hugobert de la future lignée des Hugobertides. Ses parents sont inconnus, bien qu'au XIe siècle, la tradition à Trèves a commencé à l'envisager comme la fille du roi mérovingien Dagobert Ier. La seule certitude est qu'elle appartenait à l'une des plus puissantes familles d'Austrasie, étroitement liée aux Carolingiens et rattaché à Charlemagne.

## Famille
Elle est connue par l'acte de fondation de l'abbaye d'Echternach à laquelle elle cède la moitié d'une villa qu'elle possédait dans cette cité. L'autre moitié de la bâtisse est ensuite cédée en 706 par Plectrude, femme de Pépin de Herstal et fille du sénéchal Hugobert, qui déclare la tenir de la succession de Théodard, fils du duc Théothar. Les historiens s'accordent à penser que la villa d'Echternach avait été antérieurement l'objet d'un partage entre le duc Théothar et son frère, père d'Irmina. Ce père non nommé est identifié sur des considérations onomastiques à saint Théodard, évêque de Maastricht de 662 à 669.

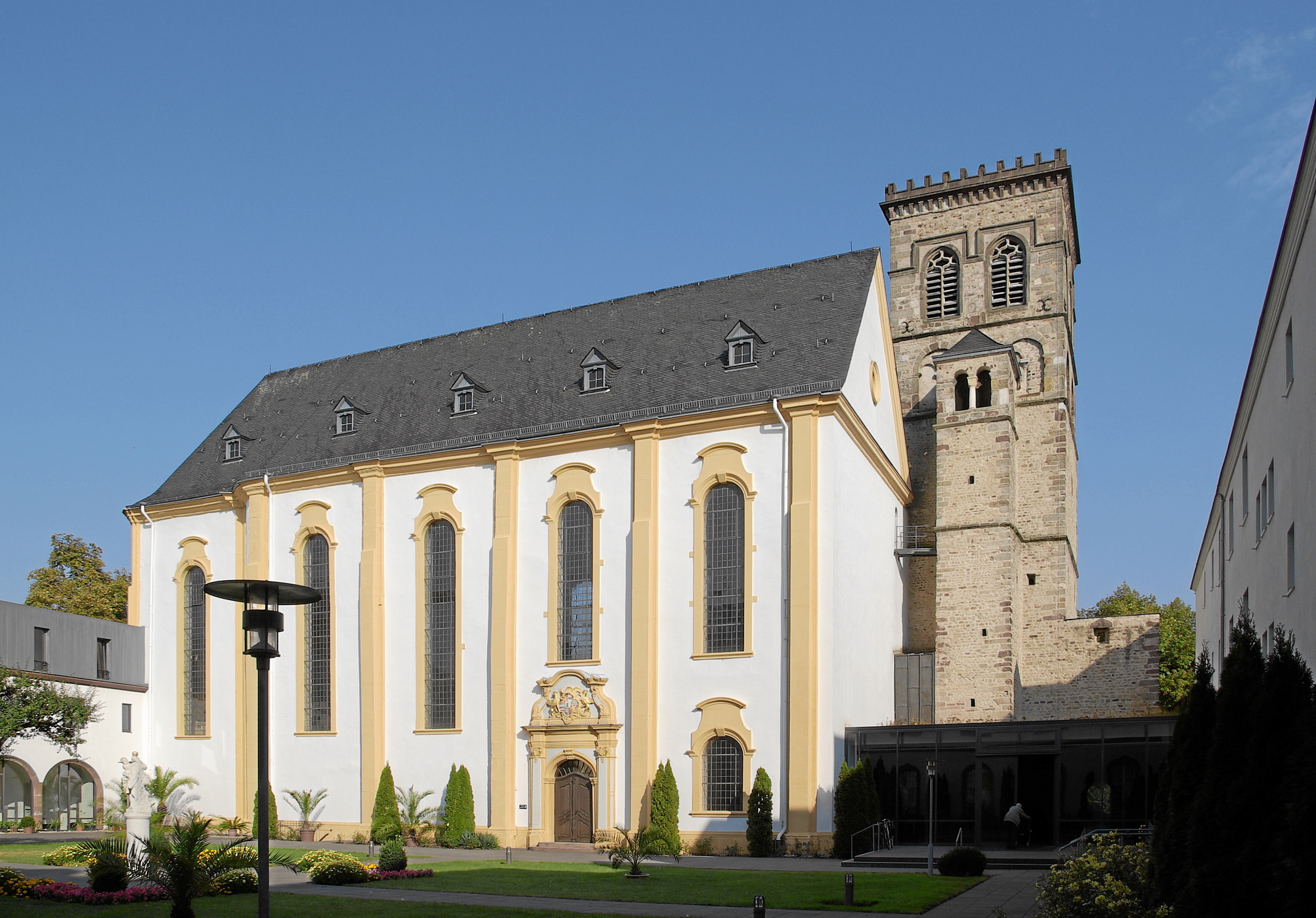
Collégiale baroque Sainte-Irmine à Trèves, à l'emplacement du monastère où elle a été abbesse.

Un autre acte, datant de 704, fait état de la donation à l'abbaye d'Echternach, par la religieuse Immine et ses filles Attale et Rolande, de biens situés à Bedelinga venant de leurs parents. Traditionnellement, cette religieuse Immine est identifié à Irmine,.
Selon ces différents éléments et interprétations, les historiens considèrent généralement qu'Irmine d'Oeren est l'épouse d'Hugobert († 697/8), sénéchal de Clovis III en 693 et comte palatin en 697, et qu'elle a donné naissance à :
- Attale, identifiée à Adela, abbesse de Pfalzel, épouse d'Odon ;
- Rolande ou Chrodelinde, qui est peut-être l'épouse de Bernarius ou Bernier, la mère du comte Thierry et par celui-ci l'ancêtre des Wilhelmides ;
- Plectrude, épouse de Pépin de Herstal, maire du palais d'Austrasie, puis de Neustrie et de Bourgogne ;
- Regentrude, mariée à Thibert (en), duc de Bavière ;
- Bertrade, principale donatrice lors de la fondation de l'abbaye de Prüm le 23 juin 721, mère de Caribert, comte de Laon, lui-même père de Berthe au Grand Pied, la femme de Pépin le Bref.

## Vita Irminae
Le Liber aureus Epternacensis de 1191, conservé à la Bibliothèque d'État de Gotha, contient une Vita Irminae.